# スーパー1600

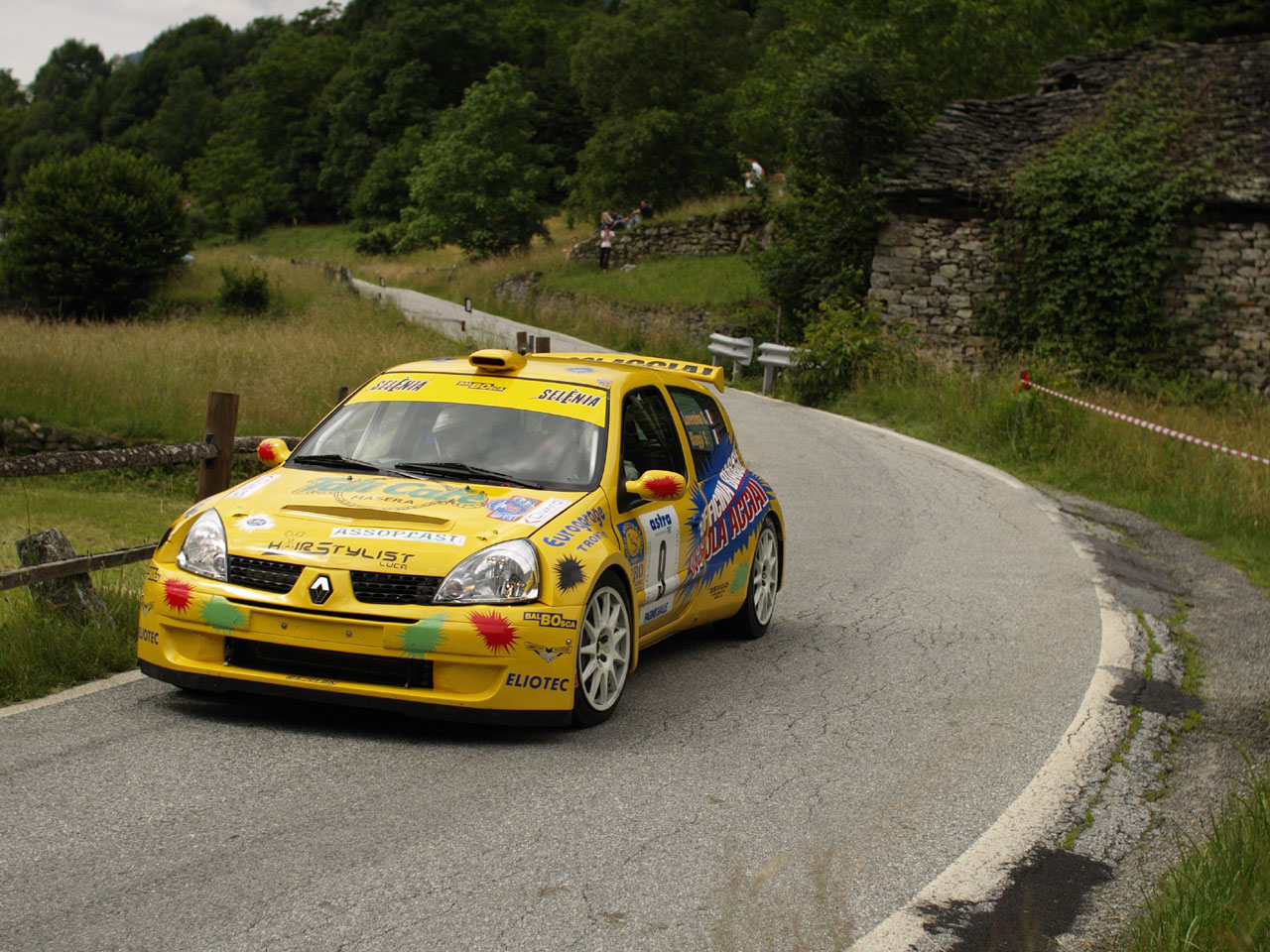
ルノー・クリオS1600

スーパー1600（Super 1600）とは、FIA（国際自動車連盟）が定めた車両規定の一つ。「S1600」とも表記される。

## 概要
1990年代末期にWRC（世界ラリー選手権）において先鋭化しすぎた二輪駆動規定『F2キットカー』に代わる存在として、2001年から施行された。グループAの公認を取得し、自然吸気で最大排気量1640ccのエンジンを積んだ前輪駆動車を安価に改造できる。車両クラスとしてはグループA6に相当する。「キットカー」の一種であり、25セットの改造キットを生産するのがホモロゲーション取得の条件の一つであった。
自然吸気とはいえ競技用にチューニングされたエンジンは最大で240馬力を発生。給排気系の変更や6速シーケンシャルシフトへの換装が可能で、最低重量は980kg。また初期の時点でエンジンレスポンスとハンドリングはグループN以上に鋭く、両方を経験したドライバーからは「グループNが市販車なら、スーパー1600は純レーシングカー」も言われ、まさしくWRCのジュニア版と呼ぶに相応しいものであった。。ただしWRカーのような高度なハイテク電子制御は禁止で、販売価格は10万ドル（当時の1100万円）以下に抑えられた。

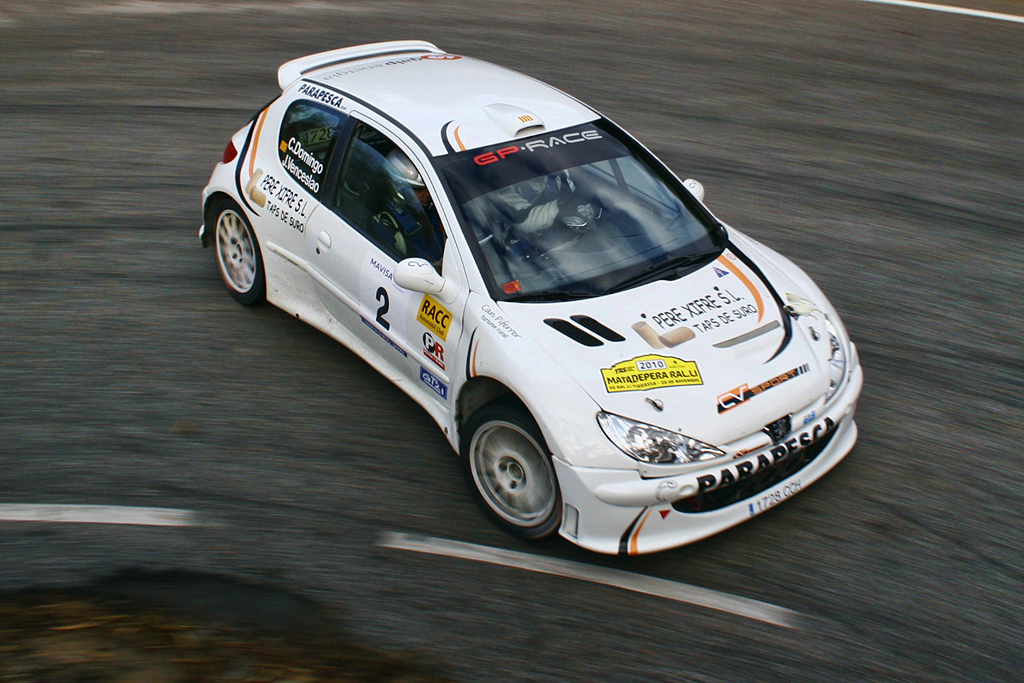
プジョー・206 S1600

施行後、開発戦争を危惧したFIAによってホモロゲーション取得後の改良は厳しく制限されるようになり、取得後1年間は5ヶ所、その後も5ヶ所の計10ヶ所しか改良することができなくなった。この10ヶ所には「ジョーカー」、並びに誤記訂正（エラッタ）も含まれる。この制約は信頼性に問題を抱えると解決できないという事態を生み、一部のメーカーを苦しめた。ただし新型車両のホモロゲーションを新たに行うことでリセットできる。
2001年にWRCの併催シリーズ『FIA スーパー1600カップ』として開催され、2002年から改称してJWRC（ジュニア世界ラリー選手権）となった。2003年からは若手育成カテゴリとして方向転換され、28歳までの年齢制限も導入されている。

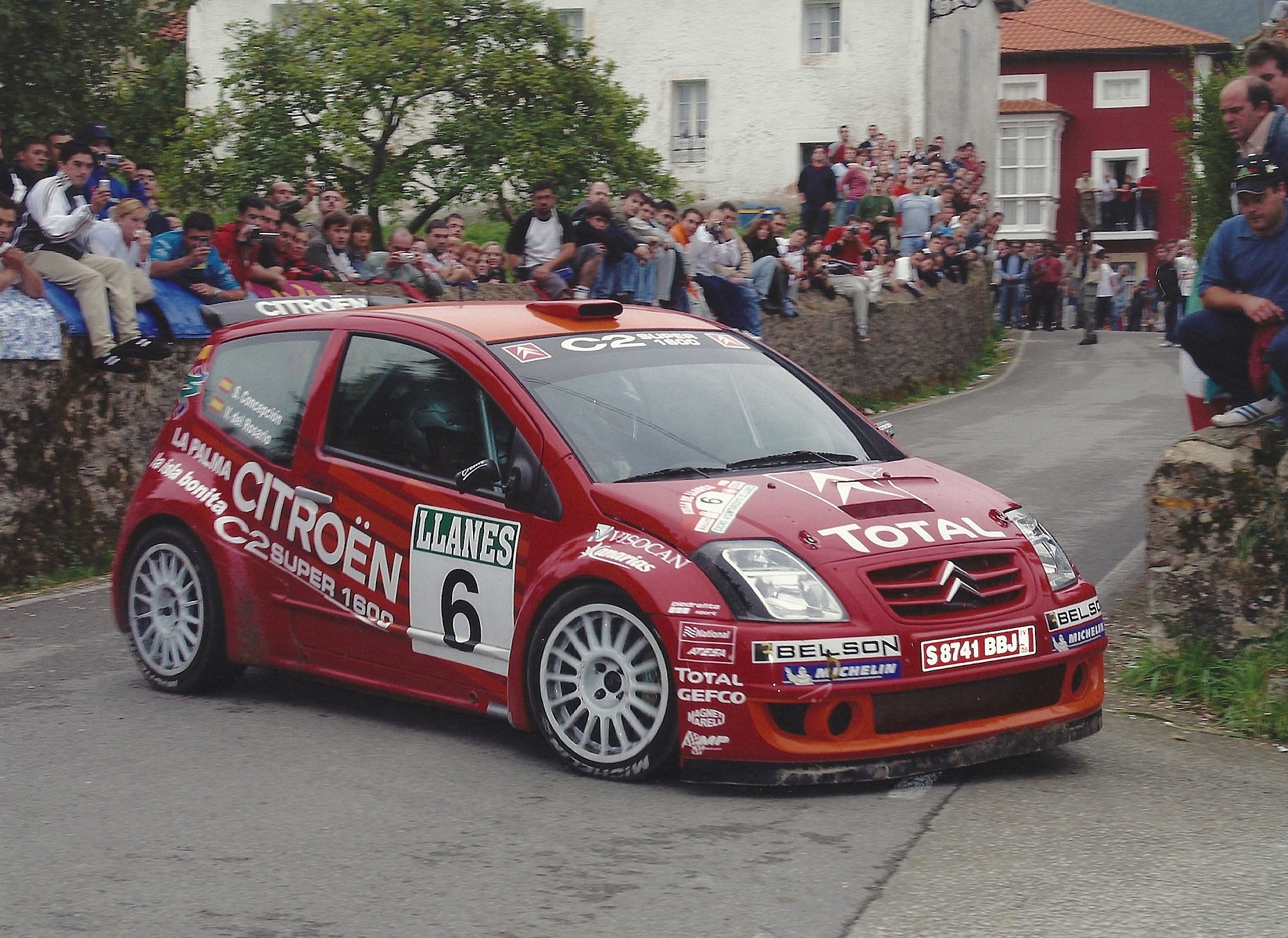
シトロエン・C2 S1600

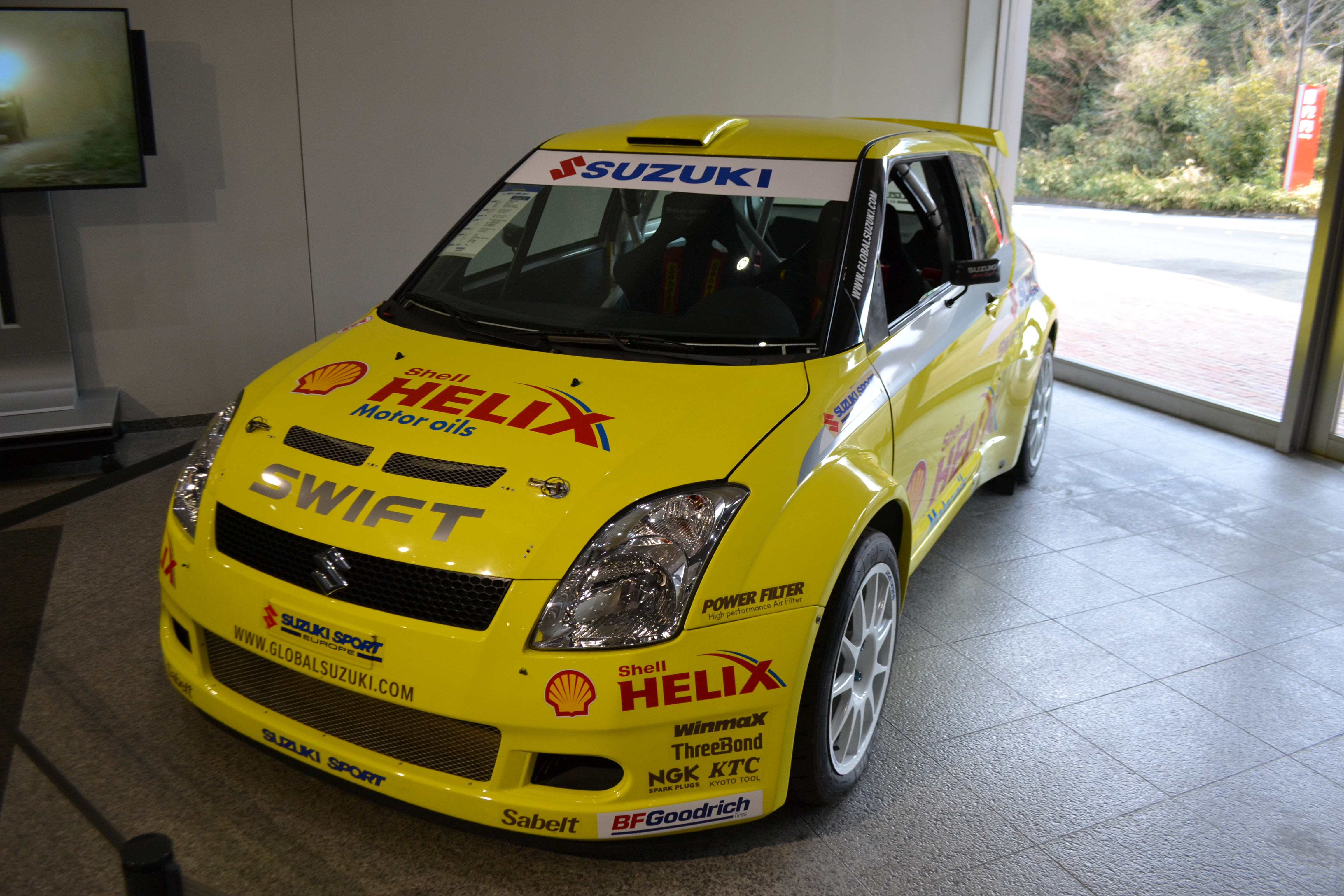
スズキ・スイフトS1600

当時のWRCには高コストなWRカー規定のWRC、グループN規定で参戦車両が実質三菱・スバルに限られるPWRC（プロダクションカー世界ラリー選手権）、そしてスーパー1600のJWRCの3カテゴリしかなかったため、低コストで参戦できるJWRCにメーカーが大挙。また当時WRカーに参戦していたシトロエン、プジョー、フォードも育成のために参入したため、2004年には10社近いメーカーが溢れかえる混戦となった。スーパー1600カップではワークス参戦を禁止していたものの、実態としては早い時期から形骸化していた。
またJWRCを飛び越えてWRCにステップアップするドライバーが多い、逆にJWRCでチャンピオンになってもWRカーマニュファクチャラーのシートが無く、ステップアップができない、タイヤ戦争を抑える為に導入されたコントロールタイヤが、特定の車種にマッチしすぎた、という、育成カテゴリとしての問題点も開幕3年目にして既に指摘されていた。
WRカーに代わる熾烈なワークス戦争の場となったスーパー1600はメーカーもプライベーターも撤退が相次ぎ、エントリー数は減少。2006年ころにはすでにスズキ、シトロエン、ルノーしか興味を示さなくなっていた。2006年から1,600ccの純グループA車両や2,000ccまでのグループN車両、2007年からより安価なR2～R3車両も参戦を許されるなどして徐々に脱却が進み、最終的には2011年以降に、R1～R3のいずれかからFIAが二輪駆動の一車種を指定するワンメイクカテゴリとすることで決着し、スーパー1600の時代は一区切りとなった。その後はプライベーターによりローカルラリーで用いられた。
ラリー以外では、スーパー2000時代の欧州ツーリングカーカップやドイツツーリングカーカップで、下位クラスの車両として2010年代半ばまで参戦できた。またWorld RX（世界ラリークロス選手権）やEuroRX（欧州ラリークロス選手権）では『RX3』に相当するカテゴリとして用いられている。
SMPレーシングが主催するRCRS（ロシアン・サーキット・レーシング・シリーズ）では『S1600』というカテゴリが存在するが、FIAのそれとは異なる規定である。
日本国内のJAFカテゴリで使用された事例は確認できないが、スズキがJWRCに参戦していたため、ラリージャパンのような国際戦やイベント走行、雑誌の企画などで国内でも見ることができた。

## 車種一覧
ここではメーカー公認・非公認は問わず列挙する。

### ラリー
- オペル・コルサ
- オペル・アストラ
- シトロエン・サクソ
- シトロエン・C2
- スズキ・スイフト

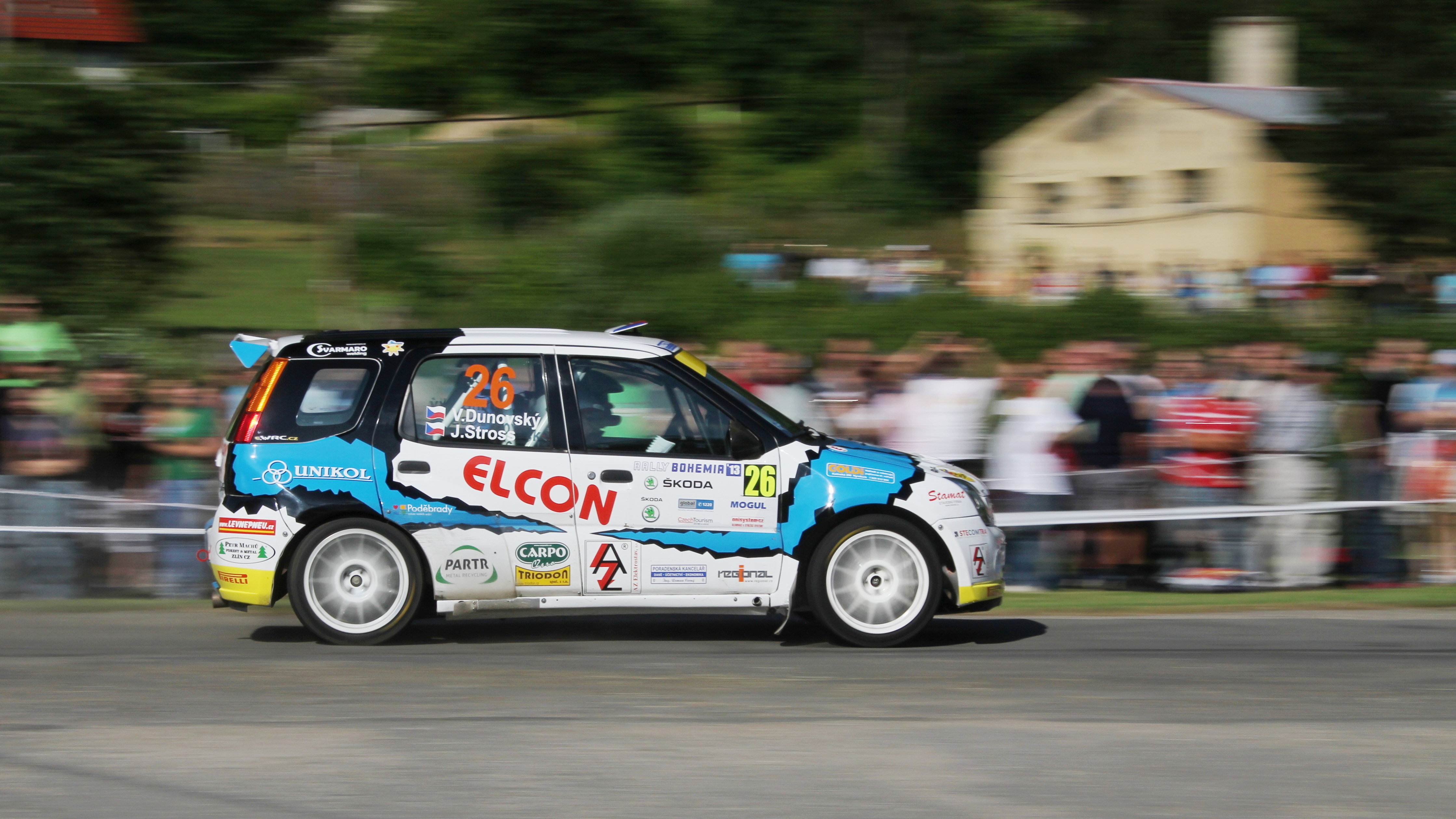
ラリー・ボヘミアのスズキ・イグニス（2013年）

- スズキ・イグニス（日本名：スイフト（HT型））
- フィアット・プント
- フォード・プーマ
- フォード・フィエスタ
- フォルクスワーゲン・ポロ
- プジョー・206
- ホンダ・シビックタイプR
- MG ZR
- ルノー・クリオ

### ツーリングカー
- フォード・フィエスタ
- シトロエン・C2
- フォルクスワーゲン・ポロ
- プジョー・207
- シボレー・アベオ

### ラリークロス

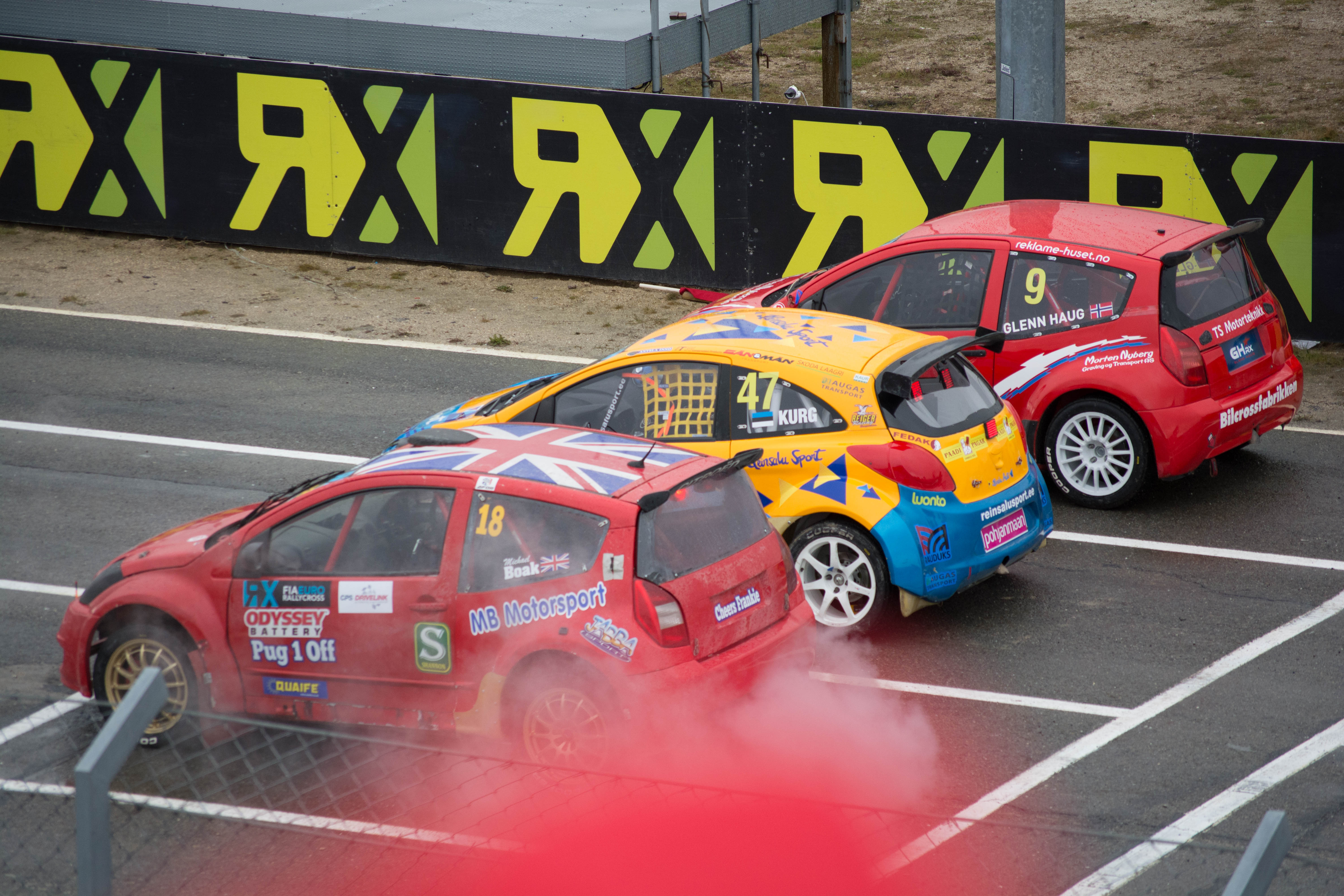
世界ラリークロス選手権のS1600クラスのスタート（2016年ポルトガル戦）

- ルノー・トゥインゴ
- アウディ・A1
- シュコダ・ファビア
- ダチア・サンデロ
- トヨタ・ヤリス
- MINI・カントリーマン
- フォード・Ka
- プジョー・208
- アルファロメオ・ミト
- ルノー・メガーヌ
- シトロエン・DS3
- プジョー・207
- プジョー・208
- シュコダ・シティゴ

## その他
シトロエン・サクソは2003年生産のファイナルモデルに『スーパー1600』という名称をつけて販売した。